# Futtaki Gyula
Futtaki Gyula, született: Willhelm, névváltozat: Futtaky (Futak, 1850. december 25. – Budapest, 1895. december 10.) újságíró.

## Élete
Atyja Wilhelm Ignác jómódú kereskedő volt, anyja Wellisch Jozefa. Bende Imre akkor újfuttaki plébános, későbbi nyitrai püspök pártfogása mellett tanult; a gimnázium három osztályát Újvidéken a szerb gimnáziumban végezte; de miután a magyar nyelvet nagyon fogyatékosan tudta, atyja Kalocsára adta, ahol zsidó létére a jezsuiták nem akarták bevenni az iskolába; azonban Sennyey Pál báró meghagyásából mégis bevették a IV. osztályba. A VIII. osztályra Pestre ment a piaristákhoz és 1868-ban tette le az érettségi vizsgát. 1869-ben atyja meghalt, anyját és kisebb két testvérét kellett segítenie; ezért nevelő lett egy vidéki családnál, majd Braun kereskedelmi iskolájának növendékei mellett.
Már ekkor kezdett írni a Berecz Természetébe. 1870 elején lépett be Visi Imrével együtt Rákosi Jenő Reformjához mint korrektor; itt mint országgyűlési tudósító is működött; azután átment a Pesti Naplóhoz. Egyidejűleg megismerkedett a politikai körökkel, Deák Ferenc személyesen vezette be a Deák-körbe. Az akkor még nagyon fejletlen politikai hírszerzéssel foglalkozott és híreit a Pesti Naplónak és a Pester Lloydnak szolgáltatta. 1873. január 1-jén belépett a Pester Correspondenz szerkesztőségébe, melyet azonban csakhamar elhagyott és folytatta hírszerzési szolgálatát. Miután szerbül és horvátul tudott, közben lement Karlócára és az akkor ott működött szerb kongresszus tanácskozásairól az összes lapoknak ő küldötte a híreket, sőt a Miletics és társainak titkos konspirációjáról is értesítette a sajtót. Azután Zágrábba utazott és az ottani mozgalmas tartománygyűlés tárgyalásairól és titokban folytatott összeesküvésekről küldött sokszorosított tudósításokat. 1874 elején mint a Pesti Napló és a Pester Lloyd állandó tudósítója, az akkor készülődő fúzió ellen írt több cikket. A Bittó-kormány alatt 1875 elején kénytelen volt a fúzió szükségét hangsúlyozni a Pesti Naplóban; a fuzionális tárgyalásokról, nap nap után írt a nevezett lapba és a Pester Lloydba cikkeket, melyek nagy feltűnést keltettek.
1875. december 18-án megindította a Budapester Correspondenz és Budapesti Tudósító címmel magyar és német nyelven megjelenő, évtizedeken át fennálló politikai kőnyomatos hírközvetítő intézményt, mely a bel- és külföldi sajtónak állandóan politikai híreket szolgáltatott, s amely a magyar kormány egyik félhivatalos lapja volt, és nemcsak belföldön, hanem külföldön is nagy tekintélynek örvendett. A lap magyar és német kiadásban jelent meg; azonkívül a reportázsnak addig nálunk egészen ismeretlen mérvű és tartalmú termékeivel látta el lapját. Az orosz-török háborúról, a berlini kongresszusról, a boszniai okkupációról, a magyar delegáció összes tárgyalásairól, különösen annak zárt bizottságairól, a magyar és osztrák kormány közt évről-évre folyt tárgyalásairól, hadseregünk évi hadgyakorlatairól (melyeket a ceglédivel ő kezdett meg) szóló tudósításai a világ majdnem összes lapjaiban lenyomattak. Az ehhez szükséges katonai tudományokban is képezte magát. 1873-ban Gizella főhercegnő menyegzői ünnepélyéről, a bécsi kiállításról, különböző udvari bálokról írt tudósításokat, melyek a következő összes reggeli lapokban közöltettek. Eközben tanulmánya tárgyává tette a főrangú családok genealógiáját, a magyar családok címereit és a nők ruházatát. Az 1870-es években számos cikke jelent meg neve alatt és kezdő betűkkel, különösen a berlini lapokban, a szászok állítólagos sérelmei ellen, a valuta szabályozás kérdéséről sat.; ez utóbbi tárgyról a Pesti Hirlapba hosszú tanulmányt Írt, mely a törvényhozás elé terjesztett javaslatokra is hatott. Futtaki a napi sajtót is gyakran felkereste cikkeivel, amelyek közül különösen a valutarendezésre vonatkozók keltettek figyelmet. Egy időben Rudolf trónörökös bizalmasa volt. Gyakran írt sugalmazott cikkeket, amelyek bizonyos aktuális kérdésekről a trónörökös véleményét tartalmazták. Könyve jelent meg a magyar nemzeti címerről.
Első neje Blum Paulina, akit 1883. május 10-én vett nőül, s 1895-ban elvált tőle. Második felesége Pewny Irén magyar opera-énekesnő volt, akivel 1895. október 31-én Budapesten, az Erzsébetvárosban kötött házasságot.
Cikkei a Magyar Szalonban (X. XI. 1889. Királyunk a hadgyakorlaton, A trónörökös egy pohárköszöntője, A magyar czímer) sat.

## Munkája
- Magyarország czímere. A m. kir. miniszterelnökség által hitelesített színnyomatú czímer képekkel. Bpest, 1891.